# Cúpula pentagonal
Em geometria, a cúpula pentagonal é um dos sólidos de Johnson (J5). Pode ser obtida como uma fatia do rombicosidodecaedro. A cúpula pentagonal consiste de 5 triângulos equiláteros, 5 quadrados, 1 pentágono e 1 decágono.
Um sólido de Johnson é um dos 92 poliedros estritamente convexos que têm faces regulares, mas não uniformes (isto é, eles não são sólidos platônicos, sólidos de Arquimedes, prismas ou antiprismas). Eles foram nomeado por Norman Johnson, quem primeiro listou esses poliedros em 1966.

## Exemplos

Cúpula pentagonal (Matemateca Ime-Usp)